# 高陽ワンダーズ
高陽ワンダーズ（コヤン・ワンダーズ、Goyang Wonders）は、大韓民国の野球チーム。縁故地（ホームタウン）は京畿道高陽市。本拠地は同市一山西区にある高陽国家代表（野球韓国代表）グラウンド。韓国内では初となる「独立球団」であり、 二軍リーグのフューチャーズリーグにエキシビション扱いにて参加していた。
ユニホームサプライヤーは日本のデサント。

## 概要
この球団は「プロ野球を戦力外となった者・ドラフト会議で指名されなかった者にチャンスを与える」目的で結成された。オーナーのホ・ミンはオンラインゲーム開発会社「ネオプル」の代表で『アラド戦記』の製作などで知られるが、ネオプルは現在はNEXONの子会社となっている。
監督には前年までSKワイバーンズの監督を務めた金星根が就任し、2013年からは李尚勲（日本での登録名「サムソン・リー」）が投手コーチを務めている。また2012年から河埜敬幸が総合コーチに2014年からは山中潔がバッテリーコーチ、石嶺和彦が打撃兼守備コーチ、安部理が打撃コーチを務める。結成1年目には小林晋哉をキャンプ期間中のみの臨時打撃コーチ、大家友和を臨時インストラクターに迎え、2年目は沖泰司がバッテリコーチ、田中実が打撃コーチに就くなど日本の指導者を多数受け入れた。結成時のトライアウトでは約30人程度の選手を集めるとしていたが、テスト参加者の中には80歳の老人もいたという。
なお2012年2月、初の外国人選手として日本出身の小林亮寛が入団。また2012年7月、高陽から初のKBO球団移籍事例として李熙星がLGツインズ入りを果たした。以降、2012年は合計5名、2013年は合計12名、2014年は合計9名の選手がKBO球団への移籍を実現させている。これらの選手は高陽ワンダーズの「名誉の殿堂」に入れられ表彰されていた。
2012年の球団創設から2014年の解散まで、春季キャンプは日本の高知県・高知市野球場や高知市東部総合運動場野球場で実施されていた。
2014年9月11日、KBOとの運営方針の違いを理由に同年限りでの解散を発表した。本拠地だった高陽国家代表グラウンドは2015年よりKBO傘下のNCダイノスの二軍本拠地となり、「高陽ダイノス」という名称でフューチャーズリーグ（二軍リーグ）に参加している。
高陽ワンダーズの解散後、2015年には京畿道漣川郡を活動拠点とする漣川ミラクル、2017年には京畿道坡州市を活動拠点とする坡州チャレンジャーズ、江原道春川市を活動拠点とするジャーニーマン外人球団など、韓国では後続の独立球団が創設され、2017年からは独立リーグとしてリーグ戦も開始された。2018年より韓国では上述の球団を含む4球団でコリアドリームリーグ、もう1つ京畿道チャレンジリーグという2つの独立リーグが本格的に開始された。

## 主な選手
- 尹秉昊 (2011 - 2013)
- 安泰英 (2012)
- センディ・レーアル (2012)
- タイラー・ラムスデン (2012)
- 小林亮寛 (2012 - 2013)
- 荒木治丞 (2012 - 2013)
- 金鐘民 (2012 - 2013)
- 金建局 (2012 - 2013)
- 宋周浩 (2013)
- ルイス・ゴンザレス (2013)
- 金珍坤 (2012 - 2013)
- ディオーニ・ソリアーノ (2013 - 2014)
- オシリス・マトス (2013 - 2014)
- 金守経 (2014)
- 申成鉉 (2014)
- ジョナサン・アルバラデホ (2014)
- マキシモ・ネルソン (2014)